# 鮑勃·吉布斯
鮑勃·吉布斯（Bob Gibbs；1954年6月14日—）是美國的一位政治人物。自2013年開始，他是俄亥俄州第7選舉區選出的美國眾議院議員。他的黨籍是共和黨。吉布斯出生在印第安納州。他的家庭在1960年代搬到克里夫蘭。